# Armando Farro
Armando Farro (ur. 20 grudnia 1922, zm. 30 listopada 1982) – piłkarz argentyński, napastnik.
W 1944 roku Farro grał w klubie CA Banfield, który zajął w tabeli ostatnie miejsce i spadł do drugiej ligi. Jako gracz klubu Banfield wziął udział w turnieju Copa América 1945, gdzie Argentyna zdobyła tytuł mistrza Ameryki Południowej. Farro zagrał w trzech meczach – z Boliwią (w 81 minucie zastąpił na boisku Vicente de la Matę), Kolumbią (w 76 minucie wszedł na boisko za Rinaldo Martino) i Brazylią (w 68 minucie zastąpił Rinaldo Martino). W trakcie turnieju, po meczu z Boliwią, zmienił barwy klubowe i został graczem klubu CA San Lorenzo de Almagro.
W barwach klubu San Lorenzo Farro zadebiutował 22 kwietnia 1945 roku w meczu przeciwko Gimnasia y Esgrima La Plata. W 1946 roku razem z klubem San Lorenzo zdobył tytuł mistrza Argentyny. W San Lorezno grał do 1953 roku i rozegrał w nim 161 meczów oraz zdobył 55 bramek. Grał także w klubie Ferro Carril Oeste – łącznie w pierwszej lidze argentyńskiej rozegrał 251 meczów i zdobył 96 bramek.
W reprezentacji Argentyny Farro rozegrał łącznie 3 mecze – wszystkie podczas turnieju Copa América.